# Монастырь Святой Троицы (Хеврон)
Монасты́рь Свято́й Тро́ицы, или Подво́рье в честь Святы́х Пра́отцев, — русский православный мужской монастырь, подворье Русской духовной миссии в Иерусалиме Московского патриархата в Хевроне, в 3 км северо-западнее пещеры Махпела, на Западном берегу реки Иордан, в секторе H1 под контролем Палестинской национальной администрации. 
На территории монастыря находится Мамврийский дуб, под которым, по преданию, Авраам принимал явившегося к нему Господа в виде трёх ангелов.
Раньше на этом месте находился храм византийской эпохи, построенный царицей Еленой.

## История
В 1868 году начальник Русской духовной миссии в Иерусалиме архимандрит Антонин (Капустин) приобрёл участок земли, на котором произрастал обнаруженный им Мамврийский дуб.
22 мая 1871 года у дуба была впервые отслужена Божественная литургия.
Недалеко от древней святыни в 1874 году стараниями отца Антонина был построен каменный двухэтажный дом для паломников. Место стало привлекать русских паломников, и постепенно площадь владений Русской духовной миссии расширялась.
Из-за сложной ситуации в городе, где проживали в основном мусульмане, вопрос о постройке храма был поднят лишь в 1904 году начальником Русской духовной миссии архимандритом Леонидом (Сенцовым). С 1906 по 1914 год миссия пыталась получить турецкий фирман на строительство и освящение храма. В 1914 году здесь построен храм Святых праотцев — последний русский храм в Святой Земле, возведённый до переворота 1917 года.
В начале 1920-х годов, после того как связь с Русской Церковью в отечестве прервалась, участок со всеми постройками (вместе с Русской духовной миссией) перешёл в ведение Русской зарубежной церкви.
31 мая 1925 года патриархом Иерусалимским Дамианом монастырский храм освящён во имя святых Праотцев, южный придел во имя Пресвятой Троицы и северный придел во имя святителя Николая. Недалеко от храма выстроен двухэтажный дом для паломников.
В мае 1997 года Архиерейский синод РПЦЗ был извещён о намеченном посещении Святой Земли патриархом Алексием II. В ходе поездки был запланирован его визит в обители РПЦЗ — Вознесенский монастырь на Елеоне и монастырь святой Марии Магдалины в Гефсимании. Архиерейский cинод предписал принять гостей спокойно и оказать гостеприимство. По местным законам, святыни Святой Земли, к какой бы юрисдикции они ни относились, открыты для всех. При этом Синод возложил подготовку на епископа Варнаву (Прокофьева), который указание Синода не выполнил. Если в Гефсимании Патриарх Алексий II был принят, то в Елеонский монастырь делегация допущена не была. То же самое произошло и в Троицком монастыре в Хевроне на территории Палестинской автономии. Хотя это посещение не было оговорено, оно состоялось в Духов день, когда монастырь должен был быть открыт. Произошедшее вызвало возмущение патриарха Иерусалимского Диодора, тем более, что московских гостей сопровождали и клирики Иерусалимской Церкви. Делегация была допущена в обитель только после вмешательства полиции.
Палестинская автономия, которая и ранее пыталась выдворить монахов РПЦЗ из Хеврона, воспользовалась этим поводом и передала обитель Московской Патриархии, которая от «подарка» не отказалась. В итоге 5 июля 1997 года монастырь Русской Зарубежной Церкви в Хевроне был захвачен палестинскими солдатами, а монашествующие изгнаны. РПЦЗ попыталась исправить ситуацию. Епископ Варнава был освобождён от обязанностей в Святой Земле, начальник миссии РПЦЗ в Святой Земле архимандрит Варфоломей (Воробьёв) был переведён в Канаду, настоятельница Елеонского монастыря игумения Иулиания (Зарзар) — в Чили. 30 июля 1997 года наблюдающим за Духовной миссией стал архиепископ Марк (Арндт), пытавшийся вернуть Троицкий монастырь в Хевроне. Однако попытки были тщетными, что во многом объяснялось нежеланием Московской Патриархии отказываться от монастыря. В том же году представители российских властей пытались осмотреть имущество в монастыре святого Харитона (РПЦЗ), однако израильские власти не допустили их на территорию обители, заявив, что не допустят «повторения Хеврона». Данное событие резко ухудшило и без того непростые отношения между РПЦЗ и РПЦ.
15 августа 2025 года злоумышленники бросили через забор завернутые в фольгу горячие угли, которые спровоцировали возгорание деревьев. Ситуацию усугубила стоящая несколько дней сильная жара. Огонь едва не дошел до древнего дуба, но благодаря своевременной реакции насельников подворья его удалось остановить имеющимися средствами и вызвать пожарную бригаду, которая оперативно прибыла на место происшествия.